# Sadd el-Kafara
Sadd el-Kafara ("Đập của những kẻ vô đạo") là một con đập đắp bằng gạch ở Wadi al-Garawi cách Helwan 10 km về hướng đông nam thuộc tỉnh Helwan, Ai Cập. Con đập được xây dựng vào nửa đầu thiên niên kỷ thứ ba trước Công nguyên bởi người Ai Cập cổ đại để kiểm soát lũ lụt và là con đập có kích thước quy mô lâu đời nhất trên thế giới.
Việc xây dựng chưa bao giờ hoàn thành, con đập được xây trong 10-12 năm trước khi bị phá hủy bởi một trận lụt. Nó được Georg Schweinfurth tái khám phá vào năm 1885.

## Mục đích xây dựng
Đập đã được xây dựng với mục tiêu tạo ra một hồ chứa lớn. Nhưng mục đích vẫn chưa rõ là dùng tưới tiêu hay bảo vệ vùng hạ lưu khỏi lũ lụt. Do đập quá xa các mỏ đá thạch cao nằm ở thượng nguồn để có thể cung cấp cho việc xây dựng. Đồng thời, không có bằng chứng về đất canh tác xung quanh đập, ngoài ra, công trình đập không có đập tràn. Điều này đã cho thấy nó không được xây dựng để phục vụ tưới tiêu.
Do thời tiết, địa hình và địa chất trong lưu vực của Wadi Garawi với những cơn mưa lớn bất chợt dẫn đến tác hại thường xuyên của lũ quét lên thung lũng hẹp. Tác hại này ngày nay vẫn còn. Nhiều nhà nghiên cứu cho rằng con đập này được xây nhằm mục đích ngăn chặn lũ lụt trong thung lũng Wadi Garawi. Nhưng không có bằng chứng cho thấy tồn tại các khu định cư trong khu vực, các nhà nghiên cứu tự hỏi, "nó đang bảo vệ cái gì?".
Nhìn chung, mục đích xây dựng của con đập vẫn còn gây tranh cãi. Ý kiến phổ biến nhất là đập Sadd el-Kafara được xây dựng để bảo vệ từ xa vùng hạ lưu Wadi Garawi khỏi lũ lụt và để bảo vệ các khu định cư nằm ở cửa sông Nile.

## Thông số kỹ thuật
Con đập vẫn chưa hoàn thành có chiều dài khoảng 111 m và cao 14 m với chiều rộng nền là 98 m và chiều rộng đỉnh là 56 m. Bên trong mặt cắt ngang, đập Sadd el-Kafara bao gồm ba phần xây dựng, có tổng chiều rộng nền 98 m khác nhau về thành phần và chức năng:
- Phần lõi trung tâm:

Phần lõi của đập rộng 32 m, được lấp bởi 60.000 tấn vật liệu không thấm nước, về cơ bản chủ yếu là đá vôi vụn, sỏi và vật chất phong hóa. Vật liệu xây này chủ yếu được mang từ các vùng thượng wadi, nên có thể giả định việc lấp đầy tiến triển từ các sườn cao về vùng trung du của wadi.
- Hai phần (tường) đá lấp ở hai bên (thượng nguồn và hạ lưu) của phần lõi:

Bao quanh lõi là hai bức tường lấp đầy đá và đá vụn. Bức tường bên dưới (hạ) rộng khoảng 37 m, bức tường bên trên (thượng) rộng khoảng 29 m và chúng bao gồm 2.900 m3 (100.000 ft khối) vật liệu. Ở cả hai phía thượng nguồn và hạ lưu, phần lõi được các phần tường đá này hỗ trợ và bảo vệ nó. Phần tường lấp bao gồm các tảng đá, thường dày 30 cm (12 in), độ dày (10–60 cm). Dựa vào màu sắc và thành phần khoáng vật học của những tảng đá này cho thấy chúng được khai thác dọc theo bờ sông trên các vùng lân cận của đập. Vật liệu lấp đầy để xây đã bị ném xuống một cách cẩu thả và các hốc giữa những tảng đá này không được lấp đầy bằng sỏi hoặc đá vụn có khả năng gắn kết.
- Mặt đập:

Các lớp bọc khối đá (mặt ngoài của khối đá) là đặc điểm đáng chú ý của đập. Phần thượng nguồn, mặt đập vẫn trong tình trạng được bảo quản tốt. Ở phần hạ lưu, các khối đá ốp chỉ còn một phần. Các tảng đá thạch cao để ốp có kích thước hơi khác nhau, xấp xỉ chiều cao 30 cm (12 in), rộng 45 cm (18 in), dài 80 cm (31 in) và nặng 300 kg (660 lb). Các khối đá đẽo thô được đặt phẳng, tạo thành các bậc thang cao 30 cm. Trong khi mặt hạ lưu có độ dốc 30°, phần còn lại phía bắc của đập ở phía thượng nguồn cho thấy rõ các góc dốc khác nhau: 43-45° ở phần dưới và 35° ở phần giữa. Độ dốc nông ở các bậc trên, khoảng 25°, có thể là kết quả của sự xói mòn.

## Phá hủy
Do sự xói mòn ở mặt dưới của con đập không hoàn chỉnh và do thiếu đập tràn, người ta tin rằng một trận lụt đã phá hủy con đập. Ngoài ra, không có bằng chứng về một rãnh nước hoặc đường hầm có thể chuyển hướng nước vào wadi xung quanh công trường. Việc xây dựng ở phía bên trên của đập hầu như đã hoàn thành nhưng phía hạ lưu kém hơn nhiều. Đỉnh đập nghiêng về phía trung tâm mà các kỹ sư xây dựng có thể đã dự định sử dụng để làm đập tràn. Tuy nhiên, vì đỉnh đập không được gọt đầu, nên nó không chặn được nước lũ vượt qua. Con đập xây gần sông Nile màu mỡ với khoảng cách từ quần thể đập này đã cho thấy nó được xây dựng để bảo vệ chống lại lũ lụt tương tự như các công trình ngày nay. Nếu hoàn thành, con đập sẽ lưu trữ 465.000 m3 (16.400.000 ft khối) - 625.000 m3 (22.100.000 ft khối) nước và khi lũ lụt sẽ khiến hồ chứa ngập nước từ các sông gần đó. Sự phá hủy của con đập có thể đã khiến các kỹ sư Ai Cập không còn muốn xây dựng một đập nào khác trong gần tám thế kỷ sau đó.
Dấu vết khác cho thấy con đập có thể đã bị vỡ do lũ lụt, và do con đập không chứa dấu vết hàm lượng phù sa cao, có nghĩa rằng con đập đã không tồn tại đủ lâu để dòng sông để lại dấu vết trên đó.

### Sách
- Donald C. Jackson (ngày 15 tháng 5 năm 2017). Dams, part SaddelKafara the worlds oldest large. Routledge. Truy cập ngày 7 tháng 12 năm 2019.